# 864 км
864 км — опустевший населённый пункт (тип: железнодорожная казарма) в Ульяновском районе Ульяновской области. Входит в состав Зеленорощинского сельского поселения.

## География
Находится на расстоянии примерно 29 километра по прямой на юго-запад от центра города Ульяновск.

## История
Населённый пункт появился при строительстве ветки Куйбышевской железной дороги. В селении жили семьи тех, кто обслуживал железнодорожную инфраструктуру.

## Население
| 2010 |
| ---- |
| 0    |

### Национальный состав
Согласно результатам переписи 2002 года, в национальной структуре населения русские и татары составляли по 50 % из 2 чел.

## Инфраструктура
Садовые участки. Действует железнодорожная платформа 864 км

## Транспорт
Автомобильный (просёлочные дороги) и железнодорожный транспорт.